# Jan Kruis (striptekenaar)

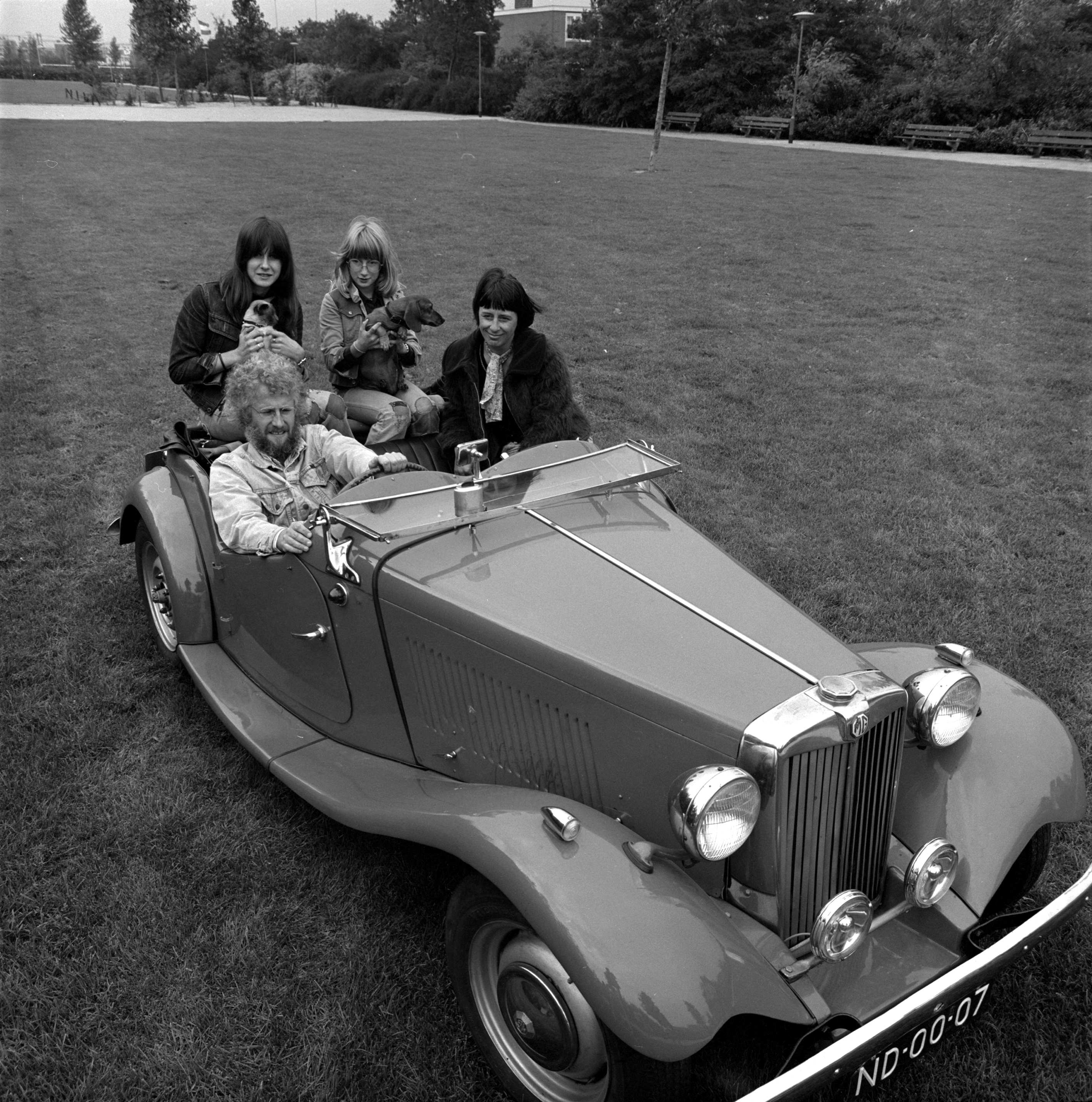
Striptekenaar Jan Kruis en zijn gezin en huisdieren in een antieke MG sportauto, 1974

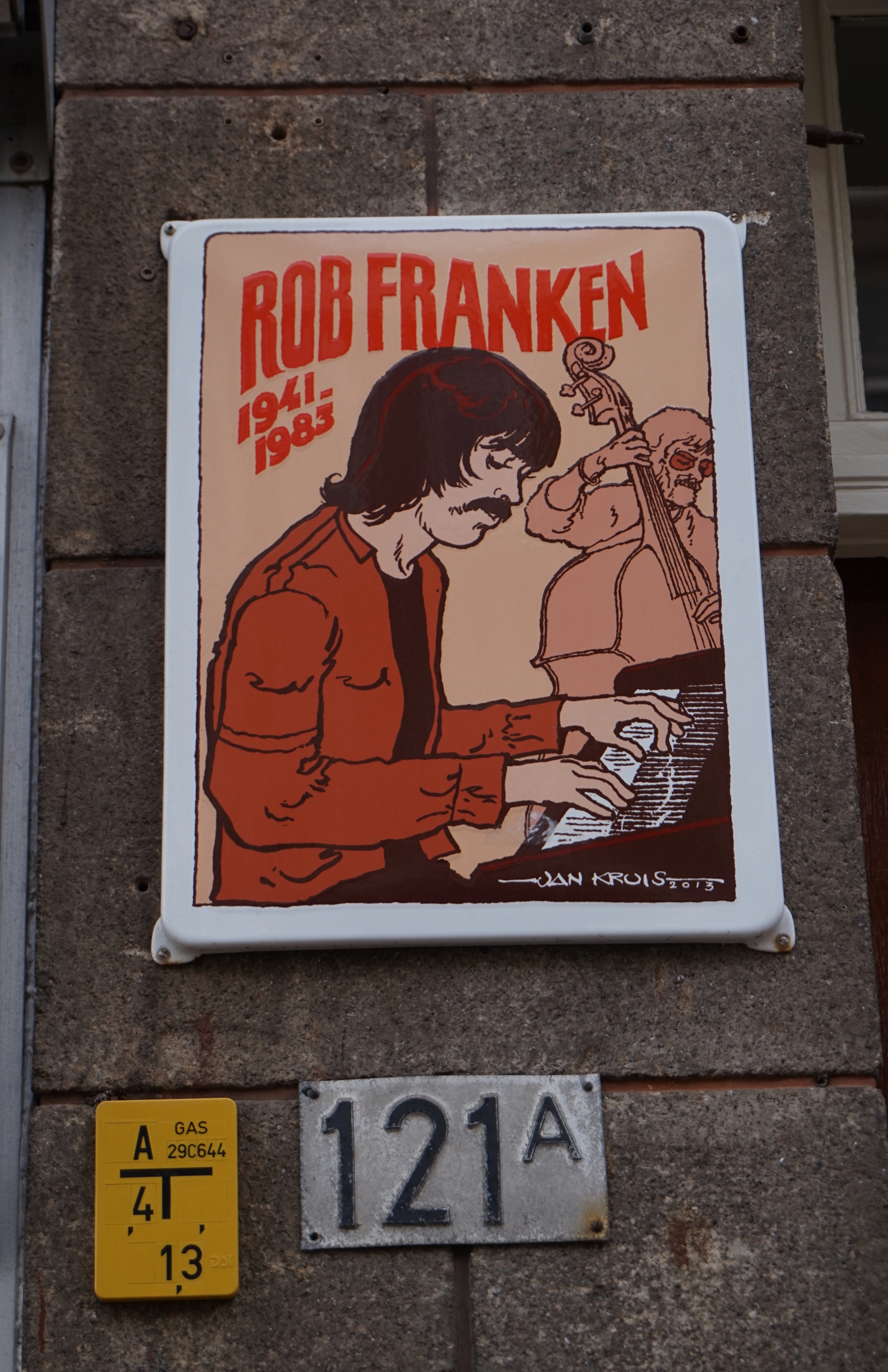
Tekening van Rob Franken door Jan Kruis in het Rotterdam Jazz Artists Memorial

Johannes Andries (Jan) Kruis (Rotterdam, 8 juni 1933 – Mantinge, 19 januari 2017) was een Nederlands striptekenaar en stripscenarist. Hij was vooral bekend van de wekelijkse gagstrip Jan, Jans en de kinderen. In 2009 won hij de Marten Toonderprijs.

## Loopbaan
In het laatste jaar van de Tweede Wereldoorlog, toen hij elf was, kwam hij in contact met Wim Meuldijk, die hem niet lang daarna ging lesgeven in tekenen voor twee gulden vijftig per uur. In 1950 begon hij met zijn eerste jaar op de tekenacademie. Zijn eerste gepubliceerde strip was Prins Freddie, in De Havenloods.
In de jaren zestig was hij illustrator en tekende hij voornamelijk reclamewerk, onder andere voor Shell. Ook tekende hij strips voor Shells jeugdblad, waaronder de cowboystrip Tommy, Student Tijloos en over een middeleeuwse zanger, Baldino. Hij maakte ook strips voor de Taptoe. In 1969 en 1970 maakte hij twee Sjors en Sjimmie-verhalen.
Zijn strip Jan, Jans en de kinderen verscheen op 12 december 1970 voor het eerst in het tijdschrift Libelle, waarna Kruis de strip bijna dertig jaar lang wekelijks tekende. De strip bevatte autobiografische elementen en verwees geregeld naar zijn gezinsleven en de provincie Drenthe, waar hij woonde. De strip weerspiegelde de maatschappelijke ontwikkelingen en besteedde op luchtige toon aandacht aan nieuwe fenomenen zoals de Bewust ongehuwde moeder. De strips verschenen ook in de vorm van albums. Kruis ging in 1999 met pensioen en droeg zijn werk over aan een groep tekenaars die onder de naam Studio Jan Kruis werken.
Behalve strips maakte Kruis ook boekillustraties, bijvoorbeeld een nieuwe uitgave van Woutertje Pieterse, en olieverfschilderijen, waaronder portretten van leden van de koninklijke familie. Kruis werd op 29 april 1996 onderscheiden als Ridder in de Orde van de Nederlandse Leeuw. In november 2009 werd hem de eerste editie van de Marten Toonderprijs toegekend voor zijn gehele oeuvre. In 2010 werd in het Nederlands Stripmuseum de tentoonstelling 'Het theater van Jan Kruis’ aan zijn werk gewijd.

## Persoonlijk leven
Kruis trouwde in 1958. Uit het huwelijk werden twee dochters geboren. Zijn dochter Andrea Kruis werd ook striptekenaar. Hij overleed in 2017 na een langdurige ziekte op 83-jarige leeftijd in zijn woonplaats Mantinge.

## Invloed
Kruis heeft enige invloed gehad op het culturele leven in Nederland. Hij gaf vorm aan de 'familiestrip', een stripverhaal rond een 'doorsnee'-gezin waarin dagelijkse gebeurtenissen op geestige manier belicht werden. In dit geval ging het over een familie die naar zijn eigen gezin gemodelleerd was. Hij introduceerde de term jeweetwelkater als aanduiding van een gecastreerde kater en uitdrukkingen als "hoi-pipeloi" en "Jeroen-poep-aan-je-schoen" werden in het dagelijks leven overgenomen.
In de schoolagenda Jan, Jans en de kinderen 1986-1987 en in zijn Libelle-strip lanceerde hij het gebruik Sint Pannekoek; een feestdag die ieder jaar op 29 november zou plaatsvinden. Nadat in de 21e eeuw eerst in studentenverenigingen en later in kerken en gezinnen de fictieve traditie steeds meer 'echte' navolging kreeg, verzon Kruis in 2015 het Het evangelie van Sint Pannekoek, een verhaal over monnik Gerrit in de 12e eeuw in een klooster aan de Rotte. In oktober 2016 was Kruis betrokken bij de oprichting van het Nationaal Comité Sint Pannekoek.
Daarnaast had Kruis invloed op andere tekenaars. Martin Lodewijk geldt als een van zijn beschermelingen. Lodewijk eerde zijn leermeester door hem een cameo in een strip van Agent 327 te geven. Als de schilder Jan Tromp verschijnt Kruis in Dossier Nachtwacht. Kruis was omstreeks 1966 betrokken bij de start van deze stripreeks.

## Museum
In januari 2019 werd bekend dat er een museum over Kruis zou komen in het Drentse museumdorp Orvelte. Het museum kwam in het pand van het voormalige Apple Museum. Eerdere plannen om het museum in Westerbork te vestigen mislukten. Het museum opende in mei 2019.